# Satanic Surfers
Satanic Surfers är ett svenskt punkband som bildades i Lund 1989. De gav ut sin första EP Skate to Hell 1993. Bandet flyttade sedan över till Burning Heart Records där Keep Out! utkom 1994. I början av 1995 lämnade dåvarande sångaren Ulf Eriksson bandet och flyttade till London. 
Bandets batterist Rodrigo Alfaro tog då över som både sångare och trummis. Detta skulle vara högst tillfälligt, dock efter ett par spelningar var alla (utom möjligtvis Alfaro) överens att ingen ny sångare behövdes. År 1995 gav de ut Hero of Our Time. Denna skiva är än idag den som sålt bäst och innehåller flera klassiska Satanic Surfers-låtar, som "Head Under Water", "And the Cheese Fell Down" och titelspåret "Hero of Our Time".
Efter turnéer under 1995 och 1996 tillsammans med band som Millencolin, Lagwagon, NOFX och Good Riddance gavs 666 Motor Inn ut 1997. Med den skivan lämnade Satanic Surfers sin melodiska punk och började istället spela lite hårdare. Även texterna förändrades från triviala texter till ett mer renodlat politiskt budskap. 
Going Nowhere Fast utkom 1999 och fortsatte där 666 Motor Inn slutade. Hela skivan är tjugosex minuter lång. Efter inspelningen sparkades bandets basist Tomek och ersattes med Mattias Blixtberg, bror till gitarristen Magnus Blixtberg.
Efter en del turnerande under 1999 och 2000 bestämde sig bandet för att avsluta sitt kontrakt med Burning Heart Records och sitt bokningsbolag Motor. Bandet kände att man ville ha mer kontroll över sin musik, varför de vände sig till Bad Taste Records, där de 2000 gav ut Fragments and Fractions.
2001 tog Martin Svensson över som batterist och Alfaro fokuserade på sång.
2002 gavs Unconsciously Confined ut vari man fortsatte den utveckling mot mer melodisk punk som visade sig på Fragments and Fractions.
Efter en del turnerande lämnade Blixtberg och Svensson bandet. Martin från bandet Venerea tog över positionen som batterist.
2003 hoppade den förre Adhesive-trummisen Robert Samsonovitz, tillsammans med basisten Andreas Dahlström, in i bandet och 2005 gavs, efter två års låtskrivande, skivan Taste the Poison ut. Skivan var en återgång till det sound som bandet hade under åren 1994-1996.
Taste the Poison följdes av turnerande i Sydamerika och Kanada. Magnus Blixtberg lämnade bandet 2006 efter att varit medlem nästan ända från starten 1989. Han ersattes på turnén av Daniel Johansson från Venerea.
År 2007 bestämde sig bandet för att sluta. Alfaro och Jakobsen övergick till Enemy Alliance tillsammans med flera medlemmar ur Venerea.
År 2018 släppte Satanic Surfers, efter ett par års turnerande, sitt första album på 13 år; Back from Hell.

## Diskografi

### Album
- 1995 - Hero of Our Time
- 1997 - 666 Motor Inn
- 1999 - Going Nowhere Fast
- 1998 - As a Matter of Fact (split med banden The Almighty Trigger Happy, Ill Repute och Good Riddance)
- 2000 - Fragments and Fractions
- 2002 - Unconsciously Confined
- 2005 - Taste the Poison
- 2018 - Back from Hell

### EP/Singlar
- 1994 - Skate to Hell
- 1994 - Keep Out!
- 1995 - Ten Foot Pole/Satanic Surfers
- 2018 - The Usurper

### Samlingsalbum
- 1999 - Songs from the Crypt

### Medverkan
- 2002 - Framåt! - För Palestinas befrielse